# Veys Ahmad
Veys Ahmad (en persan : ويس احمد romanisé en Veys Aḩmad) est un village de la province de Kermanshah en Iran. Lors du recensement de 2006, sa population était de 135 habitants pour 31 familles.